# Dialoog voor cello en zeven instrumentalisten
Dialoog voor cello en zeven instrumentalisten is een compositie van Alfred Schnittke.
Schnittke werkte in 1965 aan wat hij dacht dat zijn eerste celloconcert zou worden, hij maakte daartoe een versie voor cello en piano. Echter toen hij het werk later wilde orkestreren besloot hij, dat een ensemble van dwarsfluit, hobo, klarinet, hoorn, trompet, piano en percussie de tegenstem van de cello zou zijn. Schnittke schreef een modern klinkend werk in sonatevorm, met een lange cadens als introductie. 
Het stuk werd voor het eerst gespeeld in september 1967 tijdens een muziekfestival moderne muziek in Warschau, uitgevoerd door leden van het Filharmonisch Orkest van Warschau, daarna waren uitvoeringen vermoedelijk schaars. In 1988 schreef Christian Lindberg een arrangement naar trombone en ensemble, in 2000 gevolgd door een arrangement naar basklarinet en ensemble door Volker Hemden.
Het Celloconcert nr. 1 zou pas in 1986 volgen.